# Violer marí
El violer marí (Matthiola sinuata) és una planta psamòfila herbàcia de la família de les brassicàcies, present als litorals mediterranis i atlàntics.

## Descripció

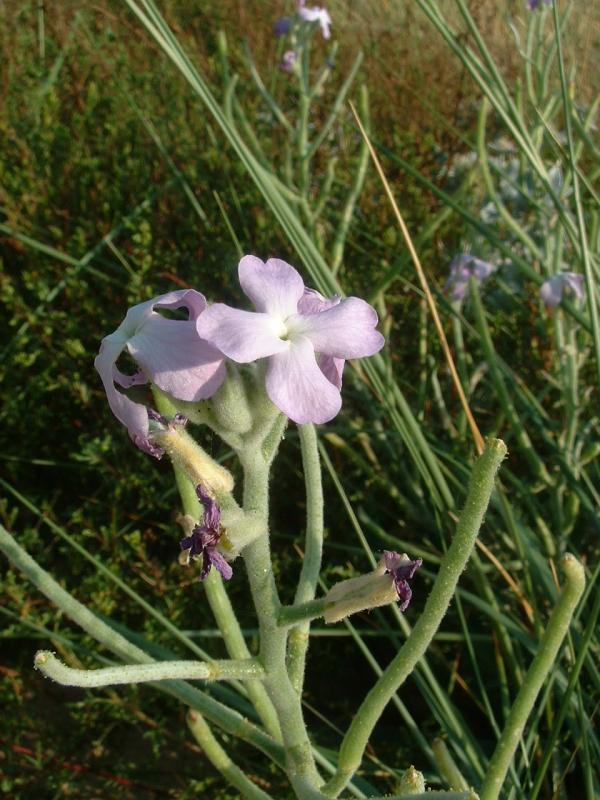
Flors i fruits del violer marí

Es tracta d'un hemicriptòfit biennal d'entre 15 i 60 centímetres, de color verd cendrós en el seu conjunt.
Les seves flors contenen quatre pètals de color rosa a malva clar disposats en forma de creu. El període de floració és d'abril a setembre.
Els seus fruits són en forma de síliqua.
Les seves fulles peloses tenen el marge sinuós, les basals lobades, mentre que les superiors són habitualment enteres.
La pol·linització és entomòfila i la disseminació de les llavors anemocòrica.

## Distribució
La seva distribució al llarg de les costes atlàntiques i mediterrànies es concreta als Països Catalans al litoral de Catalunya, especialment al golf de Roses i a l'hemidelta sud de l'Ebre, tot i que també és puntualment present al litoral del País valencià i de les illes gimnèsiques, segons dades d'ORCA i a les Pitiüses, segons altres fonts.

## Subespècies
- Matthiola sinuata (L.) R. Br. subsp. ligurica (Conti) Vierh., de les dunes mediterrànies.
- Matthiola sinuata (L.) R. Br. subsp. sinuata, de les dunes mediterrànies i atlàntiques.